# بز-اوچوک (شهرستان آق‌سو)
بز-اوچوک (به لاتین: Boz-Uchuk) یک منطقهٔ مسکونی در قرقیزستان است که در شهرستان آق‌سو، قرقیزستان واقع شده‌است. بز-اوچوک ۱ کیلومتر مربع مساحت و ۱٬۰۲۶ نفر جمعیت دارد و ۱٬۸۶۰ متر بالاتر از سطح دریا واقع شده‌است.